# Ла-Тортуга
Ла-Торту́га, также Торту́га (исп. Isla La Tortuga — Черепаший остров) — скалистый необитаемый остров в Карибском море, принадлежащий Венесуэле, у северного побережья Южной Америки, южнее Подветренных островов. Второй по величине океанический остров Венесуэлы, после Маргариты, расположенной восточнее. Административно относится к Федеральным владениям Венесуэлы. Находится в федеральной собственности и контролируется Военно-морскими силами Венесуэлы.
В книге Рафаэля Сабатини «Одиссея капитана Блада» упоминается как Салтатюдос (Saltatudos). Название получил от морских черепах (исп. tortuga — черепаха), которые откладывают яйца на пляжах острова. Известен в прошлом как Солт-Тортуга (англ. Salt Tortuga — «Солёная Тортуга») для различия с «Французской Тортугой», известной как центр пиратства в Карибском море в XVII веке. Был известен торговцам и предпринимателям. Расположен у богатого солью полуострова Арая неподалеку от города Кумана. Название «Солёная» получил по солончакам на восточном берегу острова, где в начале XVII века голландцы добывали соль. За обладание островом голландцы соперничали с испанцами. В 1638 году испанцы после четырёхчасового штурма захватили голландский форт на острове.
Согласно Тиму Северину, прототипом заглавного героя романа «Робинзон Крузо» является английский хирург Генри Питмен (Henry Pitman), который также является прототипом капитана Блада. Генри Питмен бежал с каторги на острове Барбадос, на которую попал за участие в восстании Монмута, и в результате кораблекрушения попал на остров Солт-Тортуга. Он прожил на острове три месяца, а по возвращении в Англию написал «Повесть о великих страданиях и удивительных приключениях хирурга Генри Питмена» (A relation of the great sufferings and strange adventures of Henry Pitman, chyrurgion to the late Duke of Monmouth, containing an account…), опубликованную в 1689 году.
Остров необитаем, посещается рыбаками из Миранды и с Маргариты. С целью развития туризма на острове министерство туризма объявило о планах построить на острове инфраструктуру, включая аэропорт.